# Maria Gajl
Marianna Henryka Gajl (ur. 29 grudnia 1865 w Chlewiskach, zm. 23 września 1945 w Radomiu) – polska nauczycielka i pedagog.

## Życiorys
- Matka – Józefa
- Ojciec – Adolf

Maria Gajl jako Marianna Henryka urodziła się 29 grudnia 1865 r. w Chlewiskach. Pochodziła z niezamożnej rodziny inteligenckiej, miała ośmioro rodzeństwa. W 1881 r. ukończyła rządowe gimnazjum. Od 15 roku życia pracowała jako prywatna nauczycielka. Nie założyła rodziny, poświęciła się nauczaniu polskiej młodzieży w języku ojczystym. Po carskim ukazie tolerancyjnym w 1905 r., jako pionierka otworzyła w Radomiu trzyklasową żeńską szkołę, która niebawem została przekształcona w szkołę siedmioklasową, w której językiem wykładowym był język polski. Natomiast historia i literatura polska były prowadzone w konspiracji. Równocześnie otworzyła internat dla dziewcząt mieszkających poza Radomiem. Dobrze rozwijającą się działalność szkoły przerwał wybuch I wojny światowej. W tym czasie Maria Gajl weszła w skład Komisji Szkolnej w Radomiu i wówczas przyjęła do swojego gmachu żeńskie oddziały seminarium nauczycielskiego. Została kierownikiem tej szkoły. Na przełomie lat 1917–1918 siedmioklasowa szkoła została przekształcona w gimnazjum ośmioklasowe z prawami szkoły państwowej, dzięki czemu uczennice miały możliwość kontynuowania nauki na uniwersytecie. Gdy w 1932 r. Marii Gajl udało się otworzyć szkołę podstawową, obie szkoły przyjęły nazwę „Zakłady Naukowe Żeńskie Marii Gajl w Radomiu”. W latach 1933–1936 budynek znajdujący się przy ulicy Traugutta rozbudowano, jak również powstały w nim pracownie specjalistyczne. Równocześnie w pobliskiej miejscowości letniskowej Garbatce, Maria Gajl udostępniła dom wypoczynkowy willa „Radosna”, z którego jej podopieczne mogły korzystać za darmo. W 1936 r. Maria Gajl odeszła na emeryturę, a kierownikiem szkoły została Helena Nurczyńska. Mimo przejścia na emeryturę miała cały czas kontakt ze szkołą i swoimi uczennicami. Niektórym dziewczętom pomagała w nauce, jak również uczestniczyła w pracach Komitetu Rodzicielskiego. Zmarła we wrześniu 1945 r., została pochowana na cmentarzu rzymskokatolickim w Radomiu przy ul. Limanowskiego.

## Stanowiska
- 1905 kierowniczka/ założycielka prywatnej szkoły żeńskiej z polskim językiem wykładowym;
- 1914 kierowniczka żeńskiego seminarium nauczycielskiego;
- 1932 założycielka/ kierowniczka szkoły podstawowej;
- Założycielka domu wypoczynkowego „Radosna”.

## Ordery i odznaczenia
- Złoty Krzyż Zasługi (11 listopada 1936)[4]

## Upamiętnienie
Jedna z ulic w Radomiu nosi jej imię.